# سول کریپکی
سال آرون کریپکی (به انگلیسی: Saul Aaron Kripke)، فیلسوف و منطق‌دانِ آمریکایی و زاده  ۱۳ نوامبرِ ۱۹۴۰، درگذشته ۱۵ سپتامبر ۲۰۲۲ می‌باشد. از سالِ ۱۹۶۰ که نخستین مقاله‌های‌اش را منتشر کرد تا به امروز، تأثیرِ بسیار ژرفی در منطقِ ریاضی، فلسفهٔ زبان، فلسفه ریاضی، متافیزیک، معرفت‌شناسی و نظریهٔ مجموعه‌ها داشته‌است. بخشِ عمده‌ای از اثرهایِ او، یا هیچ‌گاه منتشر نشده‌اند، یا به صورتِ نوارهایِ سخنرانی و نسخه‌هایِ دست‌نویس، به صورتِ خصوصی و محدود منتشر شده‌اند. کریپکی در سالِ ۲۰۰۱، برندهٔ جایزهٔ شوک پرایز در فلسفه و منطق شد و در نظرسنجی‌ای که به تازگی بینِ فیلسوفان انجام شده‌است، به عنوانِ یکی از ۱۰ فیلسوفِ برتر دو سدهٔ گذشته انتخاب شده‌است.

کریپکی زمانی که هنوز نوجوان بود، کارهای تأثیرگذاری در منطق و به خصوص معناشناسی منطقِ موجهات، منتشر کرد. در حالی‌که برایِ یک فیلسوفِ حرفه‌ای، بسیار غیرمعمول به نظر می‌رسد، تنها مدرکِ او، مدرکِ کارشناسیِ ریاضی از دانشگاهِ هاروارد است. کارهایِ او تأثیر عمیقی بر فلسفهٔ تحلیلی داشته‌است و یکی از مهم‌ترینِ آن‌ها، ارائهٔ معناشناسی‌ای برایِ منطقِ موجهات است که این معناشناسی، شاملِ معرفیِ جهان‌هایِ ممکن، در چارچوبِ سیستمی است که اکنون با نامِ معناشناسی کریپکی شناخته می‌شود. یکی دیگر از سهم‌هایِ مهمِ او، استدلالی بود که نشان می‌داد، ضرورت، یک مفهومِ 'متافیزیکی' است و بنابراین باید آن را، از مفهومِ 'معرفت‌شناختیِ' پیشینی جدا کرد و بنابراین، می‌توان حقیقت‌هایِ 'ضروری پسینی' داشت، مثلاً گزارهٔ "آب، همان H۲O است. او همچنین، در کتاب ویتگنشتاین و قواعد و زبان خصوصی، تفسیرِ معروفی از نوشته‌هایِ ویتگنشتاین ارائه می‌دهد که به کریپکنشتاین معروف است. معروف‌ترین اثرِ او نام‌گذاری و ضرورت نام دارد.

## جوایز و افتخارات
برخی از جوایزی که سول کریپکی دریافت کرده عبارت است از:
- بورس فولبرایت (۱۹۶۲)
- جایزه انجمن دانشگاه هاروارد (۱۹۶۳)
- دکترای افتخاری دانشگاه نبراسکا (۱۹۷۷)
- جایزه شاک در منطق (۲۰۰۱)
- جایزه آکادمی سلطنتی سوئد (۲۰۰۱)